# ABCnews.com.co
ABCnews.com.co是一个模仿ABC新闻网站的网址、设计和徽标的虚假新闻网站。ABCnews.com.co的大批文章在被确认为虚假新闻前广泛传播。 
该网站的免责声明页面显示该网站的地址在威斯特伯勒浸信会教堂。
该网站前所有者保罗·哈默尔声称每月广告流量收入达一万美元。 

## 虚假新闻案例
ABCnews.com.co发布了涉及知名人物和组织的伪闻，诸如：
- 从克雷格列表聘请的反特朗普抗议者支付了三千五百美元[5][6]
- 华金·古兹曼·洛埃拉再次逃出墨西哥监狱[7]
- 时任美国总统贝拉克·奥巴马签署禁止销售攻击性武器命令[3]
- 如果北卡罗来纳州不撤销禁止跨性别者进入洗手间的法律，迈克尔·乔丹打算将夏洛特黄蜂逐出该州[8]
- 美国最高法院撤销山达基教会的免税地位[9]